# Intellivision
De Intellivision was een 16-bit spelcomputer en werd in 1980 op de markt gebracht door Mattel Electronics, een onderdeel van het Mattel-concern. Een concurrerend systeem was de Atari 2600.
Intellivision was een van de weinige videospel-systemen die de Amerikaanse neergang van 1983 had overleefd, in Europa had de Intellivision weinig succes vanwege diverse pc's, zoals de Commodore 64 en MSX die vooral populair waren in Nederland. Die 'home computers' zorgden ervoor dat de Intellivision en andere spelcomputers een nichemarkt bleven. Het bedrijf INTV Corporation nam het systeem in 1984 van Mattel over. Spelcomputers en nieuwe spellen werden gemaakt tot 1989. Van het systeem werden in totaal 3 miljoen stuks verkocht, en er werden 125 spellen voor het systeem gemaakt.
De computerspellen uitgebracht door Mattel bevatten nergens de namen van de ontwerpers, wel de naam van het team: Blue Sky Rangers. Dit was tot 1982 een algemene richtlijn die door bijna elke ontwikkelaar van spelconsoles werd toegepast om te voorkomen dat programmeurs werden weggelokt door de concurrentie.